# Khampheng Saysompheng
KhamPheng Saysompheng, là một  chính khách người Lào, và là một bộ trưởng của Bộ Lao động và Phúc lợi Xã hội.